# Domizio Modesto
Domizio Modesto (latino: Domitius Modestus; fl. 358-377) è stato un politico romano.

## Biografia
Di origine araba, Modesto fu comes Orientis dal 358 al 362, come successore di Nebridio, sotto gli imperatori Costanzo II e Giuliano; nel 359 presiedette alla commissione di Scitopoli (moderna Beit She'an), giudicando con crudeltà gli accusati di alto tradimento; fu nominato praefectus urbi di Costantinopoli (362-363) da Giuliano mentre era ad Antiochia di Siria. Sotto l'imperatore Valente fu prefetto del pretorio d'Oriente (369-377), concludendo la costruzione della cisterna Modestiaca a Costantinopoli che aveva iniziato durante la prefettura urbana, e console (372).
Nel 371 diresse il tribunale incaricato di giudicare alcuni alti funzionari, accusati di aver praticato riti magici, in particolare di aver consultato un oracolo per conoscere il nome del successore di Valente. Modesto agì nuovamente con crudeltà, torturando degli innocenti ed estorcendo loro delle confessioni; il consolato del 372 fu forse un premio per questa "impresa".
Sebbene avesse forti legami con il mondo pagano, e fosse stato pagano sotto Giuliano, sotto Valente si convertì all'Arianesimo, la dottrina cristiana professata dall'imperatore. Valente lo inviò presso Basilio di Cesarea, vescovo ortodosso, per stabilire un compromesso tra le due opposte professioni cristiane, ma Basilio si rifiutò di assumere una posizione più conciliante. Modesto, ritornato dall'imperatore, gli riferì le parole del vescovo, suggerendo all'imperatore di usare la forza, cosa che Valente non fece.
Fu il destinatario di 37 lettere del retore Libanio.